# Rudolf Helmstetter
Rudolf Helmstetter (* 1961 in Mönchberg) ist ein deutscher Literaturwissenschaftler.

## Leben
Von 1980 bis 1988 studierte er Germanistik und Anglistik in Würzburg, Konstanz, Dundee und Wien (Hospitanz am Burgtheater (Wien); Staatsexamen in Konstanz). Nach der Promotion 1992 in Konstanz bei Wolfgang Preisendanz, Renate Lachmann und Gerhart von Graevenitz und der Habilitation 2001 an der Universität Konstanz ist er seit 2004 C 3-Professor für Neuere deutsche Literaturwissenschaft an der Universität Erfurt.

## Schriften (Auswahl)
- Das Ornament der Grammatik in der Eskalation der Zitate. „Die Strudlhofstiege“, Doderers moderne Poetik des Romans und die Rezeptionsgeschichte. München 1995, ISBN 3-7705-3007-1.
- Die Geburt des Realismus aus dem Dunst des Familienblattes. Fontane und die öffentlichkeitsgeschichtlichen Rahmenbedingungen des poetischen Realismus. München 1997, ISBN 3-7705-3237-6.
- als Herausgeber mit Holt Meyer, Daniel Müller-Nielaba und Daniel Müller Nielaba: Schiller. Gedenken – Vergessen – Lesen. Paderborn 2010, ISBN 978-3-7705-4720-3.
- Rondo. Palimpsest Palaver. Mit dem Kopf durch die Wand in die eigene Tasche in sage und schreibe 24 Buchstaben. Wien 2012, ISBN 978-3-85449-383-9.